# عبد الله هارون
عبد الله هارون (بالإنجليزية: Abdullah Haron) أو الإمام هارون، رجل دين مسلم من جنوب أفريقيا وناشط في الحركة المناهضة لسياسة الفصل العنصري (1924 - 1969).

## حياته
ولد عبد الله هارون يوم 8 فبراير 1924 في -كليرمونت، أحد ضواحي مدينة كيب تاون في جنوب أفريقيا، وكان أصغر أفراد عائلته والمكونة من خمسة أفراد.

## مقتله
قُتل عبد الله هارون يوم 27 سبتمبر 1969 تحت التعذيب بعد أن تم اعتقاله لمدة أربعة أشهر من قبل قوات الأمن في جنوب أفريقيا.
وقد تم توثيق مقتل عبد الله في فلم وثائقي قصير.